# 瑪麗亞·維索昌斯卡
瑪麗亞·維索昌斯卡（英語：Mariia Vysochanska，2002年9月10日—）是一名烏克蘭的女子韻律體操運動員。在2020年歐洲韻律體操錦標賽獲得2面金牌、1面銀牌以及1面銅牌。